# To the Bone (film)
Pour les articles homonymes, voir To the Bone.
Pour plus de détails, voir Fiche technique et Distribution.
To the Bone ou Jusqu'à l'os (au Québec) est un film dramatique américain écrit et réalisé par Marti Noxon et sorti en janvier 2017 au festival du film de Sundance.
Le film, le premier long métrage de la réalisatrice, met en scène Lily Collins qui interprète une jeune fille luttant contre l'anorexie, aux côtés de Keanu Reeves, Carrie Preston, Lili Taylor, Alex Sharp, Liana Liberato, Brooke Smith et Ciara Bravo. 

## Synopsis
Ellen a 20 ans, luttant contre son anorexie mentale, elle  entreprend sous la houlette d'un médecin peu conventionnel un voyage poignant  à la découverte d’elle-même.

## Fiche technique
- Titre original : To the Bone
- Titre français : To the Bone
- Titre québécois : Jusqu'à l'os
- Réalisation : Marti Noxon
- Scénario : Marti Noxon
- Photographie : Richard Wong
- Montage : Elliot Greenberg
- Musique : Fil Eisler
- Pays d'origine : États-Unis
- Langue originale : anglais
- Format : couleur
- Genre : dramatique
- Durée : 107 minutes
- Dates de sortie : 
  -  États-Unis,  France : 14 juillet 2017 (Netflix)

## Distribution

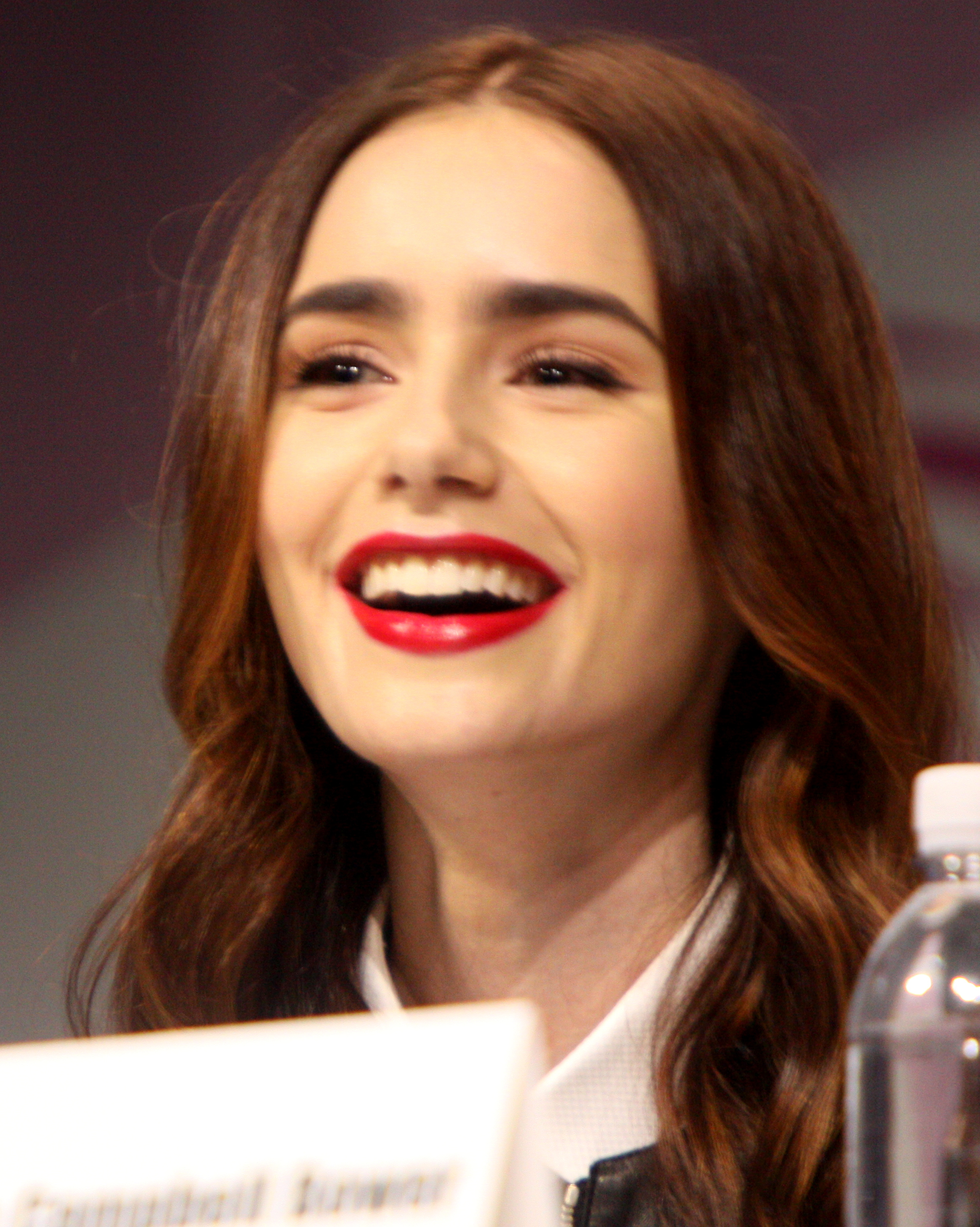
Lily Collins, en 2013.

- Lily Collins (VF : Claire Baradat) : Ellen
- Keanu Reeves (VF : Jean-Pierre Michaël) : Dr. William Beckham
- Alanna Ubach (VF : Nathalie Homs) : Karen
- Liana Liberato (VF : Cindy Lemineur) : Kelly
- Carrie Preston (VF : Laurence Breheret) : Susan
- Lili Taylor (VF : Marie Madeleine Burguet le Doze) : Judy
- Ciara Bravo (VF : Lisa Caruso) : Tracy
- Brooke Smith (VF : Véronique Augereau) : Olive
- Kathryn Prescott (VF : Zina Khakhoulia) : Anna
- Hana Hayes : Chloe
- Retta : Lobo
- Michael B. Silver : Dr. Weiner
- Alex Sharp (VF : François Santucci) : Luke
- Leslie Bibb : Megan
- Maya Eshet (VF : Maïa Liaudois) : Pearl
- Rebekah Kennedy (VF : Julia Boutteville) : Penny
- Yindra Zayas : Anorexic Patient
- Joanna Sanchez : Rosa
- Leann Lei : Waitress
- Ronnie Clark : Older Man
- Ani Sava : Nice looking woman
- Lauren Jenna : Rehab Patient
- Lindsey McDowell (VF : Youna Noiret) : Kendra
- Valerie Palincar : Mother
- Don O. Knowlton : Jack

Version française
- Studio de doublage : BTI Studios
- Direction artistique : Laura Préjean
- Adaptation : Benjamin Lob

Source VF : RS-Doublage